# جيانغسو
| 江苏省 = Jiāngsū Shěng الاسم المختصر: 苏 = Sū    |                                                               |
| تبدو مقاطعة جيانغسو باللون المغاير في هذه الصورة |                                                               |
| أصل التسمية                                      | 江 = jiāng = اسم منطقة 苏 = sū= اسم مدينة الاسم مركب من اسمين |
| نظام الإدارة                                     | مقاطعة                                                        |
| العاصمة                                          | نانجينغ                                                       |
| رئيس لجنة الحزب الشيوعي الصيني المحلية           | لي يوانتشاو                                                   |
| الحاكم                                           | ليانغ باوخوا                                                  |
| المساحة                                          | 102,600 كلم² (الـ24)                                          |
| السكان (2002) - الكثافة السكانية                 | 73,810,000 (الـ5) 719/كلم² (الـ4)                             |
| الناتج المحلي الخام (2002)                       | 1063.2 مليار ¥ (الـ2)                                         |
| أهم القوميات (2000)                              | الهان - 99.6%                                                 |

جيانغسو (بالـصينية:江苏): إحدى المقاطعات الداخلية في الصين، تقع على واجهة بحر الصين الشرقية. رغم أن مدينة «شانغهاي» تعتبر امتداد طبيعا لها، إلا أن هذه الأخيرة تتمتع بنظام إداري منفصل. تحتل «جيانغسو» المرتبة الثانية بين المقاطعات الصينية من حيث إجمالي الدخل المحلي. عاصمتها مدينة «نانجينغ»(بالـصينية:南京)، أكبر المدن الصناعية في البلاد.

## التاريخ
تم إخضاع المنطقة من طرف الأباطرة الصينيين في عهد سلالة «تشين» (221-206 ق.م). مرت بأهم أدوارها عندما صارت مركزا لامبراطورية أسرة «سونغ» (960-1279 م). أصبحت «جيانغسو» مقاطعة مستقلة بذاتها لأول مرة سنة 1667 م.

## الطبيعة
يصب نهر «يانغتسي» عبر روافده الكثيرة في «بحر الصين» ويترك خلفه رواسب من الطين، تتراكم هذه الرواسب وتمتد إلى جهة البحر مشكلة مناطق طبيعية جديدة. أغلب الشواطئ الموجودة في المنطقة رملية. تكثر السبخات (مستنقعات شديدة الملوحة) فيها. تتواجد مظاهر المياه في كل مكان: الوديان والثغور البحرية، البحيرات (بحيرة تاي و «هونغتسي»، «قاويو هو») والأهوار (بحيرات تتشكل على مقربة من البحر)، قنوات الري ثم القناة الكبيرة (وهي مجموعة من الأنهر تربط بين «هانغتشو» في الجنوب بـ«بكين» في الشمال). تضم المقاطعة أغلب مناطق «دلتا اليانغتسي».

## الاقتصاد
تتميز «جياتغسو» بكثافتها السكانية العالية (.... ن/كلم²). تعتبر من أهم المناطق الزرعية في الصين. الأرو من أهم المحاصيل الزراعية إلى جانب القمح، الصويا، المزروعات الزيتية (تستخرج منها الزيوت الغذائية)، القطن، التبغ والشاي. تعتمد المنطقة على تربية المواشي (الخنازير، البط) أيضا. من بين النشاطات الاقتصادية الأخرى هناك: تربية دودة القز (الحرير)، الصيد، وتربية الثروات البحرية في الأحواض.

## الصناعات
من بين الثروات المعدنية التي تزخر بها المنطقة: الفحم، الفسفاط والملح. تعتبر «جيانغسو» مركزا للصناعات الخفيفة (الأجهزة الإلكترونية) وتتواجد فيها أكبر مصانع منتوجات النسيج في الصين (القطن والحرير). من بين القطاعات الأخرى هناك الحديد والصلب، الكيماويات والميكانيك. مدينة «نانجينغ» هي أكبر مراكز الإنتاج الصناعي في البلاد. نهر «اليانغتسي» والقناة الكبيرة هما شريان المواصلات (النهرية) والتجارة في المنطقة.

## معرض صور

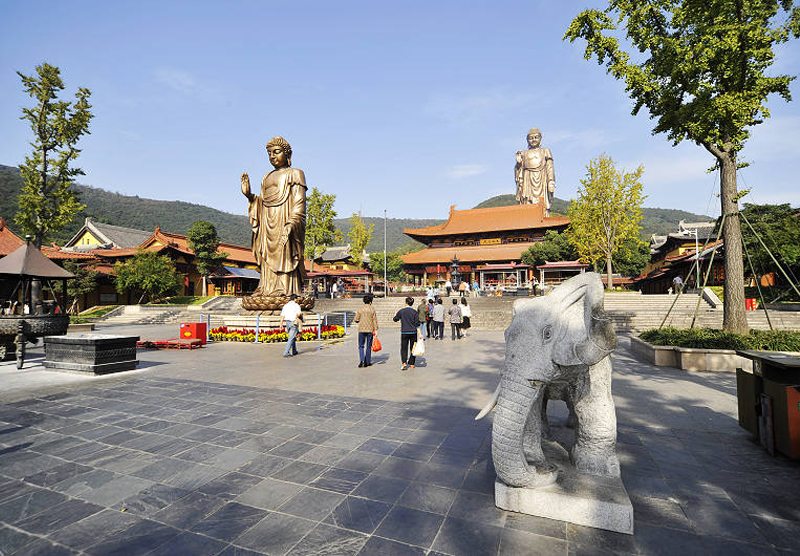
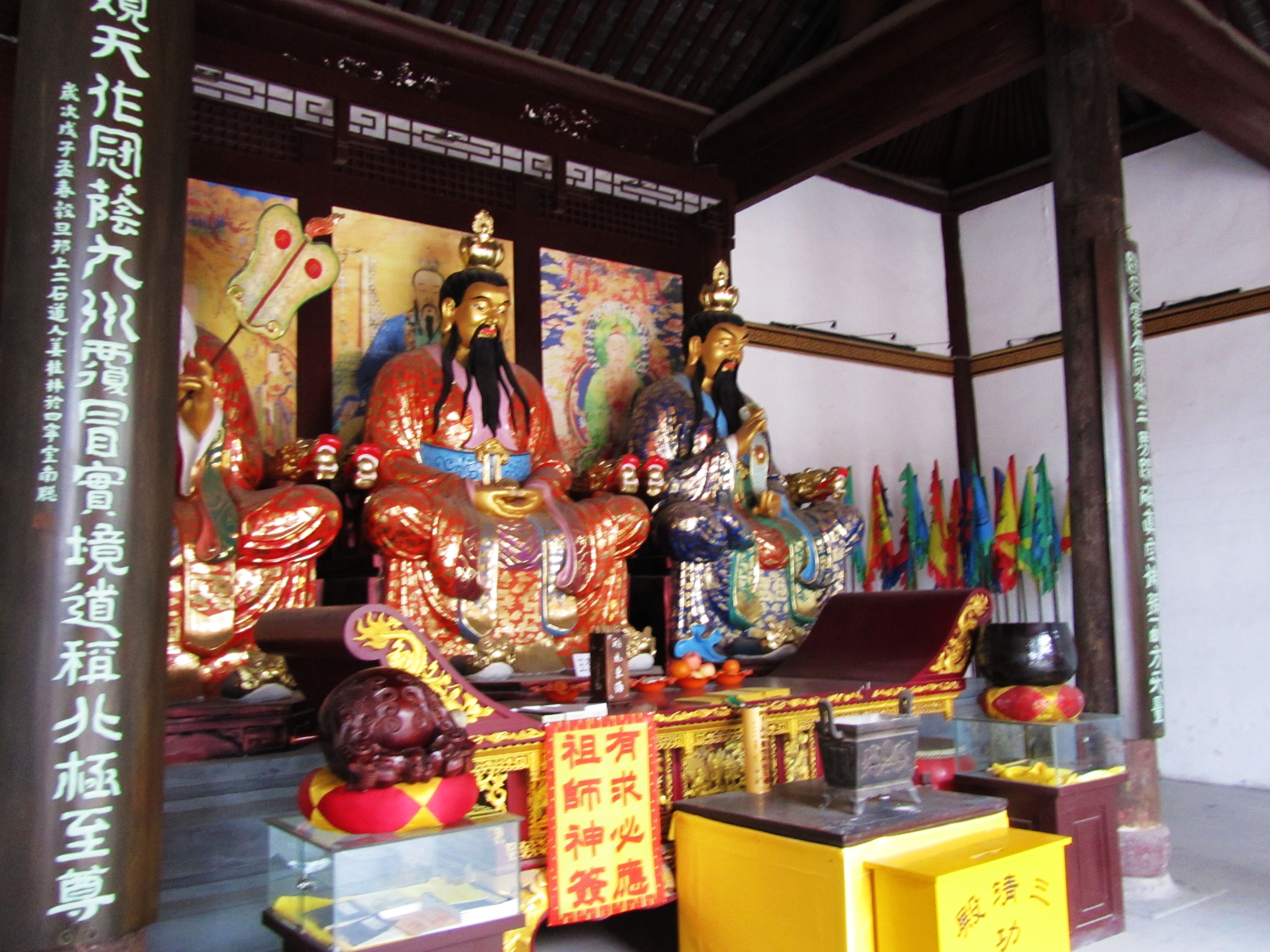
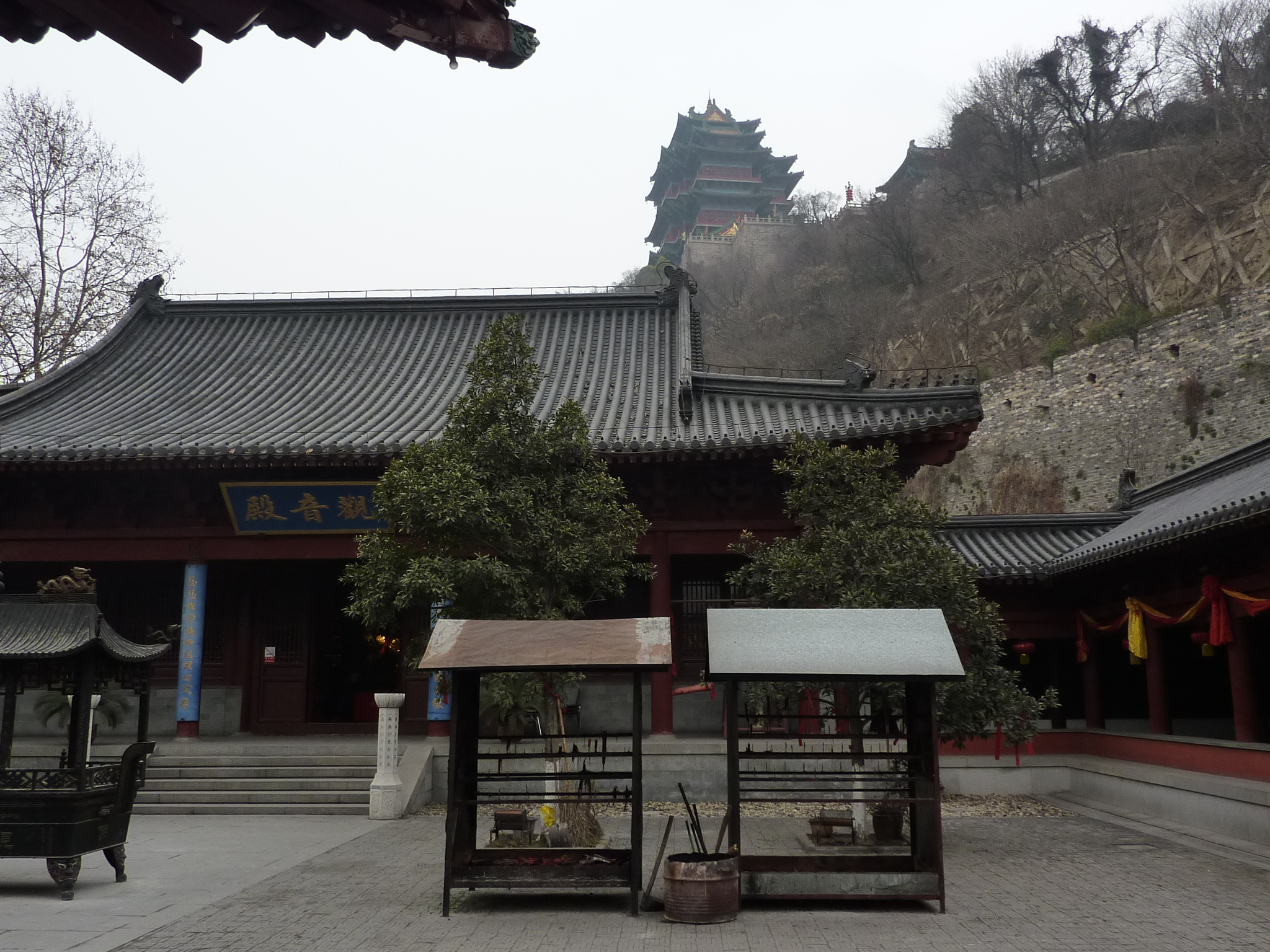

## المدن
هذه قائمة بأهم المدن:
- نانجينغ: العاصمة.
- سوتشو
- يانغتشو
- غوانغتشو
- جيانغمين
- تشوتشوانغ